# اختبار حمض الكولايد الكهربائي
اختبار حمض الكولايد الكهربائي (بالإنجليزية: The Electric Kool-Aid Acid Test) هو كتاب لاخيالي (يروي أحداثاً حقيقية) للكاتب الأميركي توم وولف صدر عام 1968. يُذكر الكتاب اليوم باعتباره أحد أولى الأمثلة ويمكن القول أنه أكثرها شعبية) للأسلوب الأدبي المعروف باسم الصحافة الجديدة. يقدم وولف قصة تجاربه مع كين كيسي واتباعه من «جماعة المخادعين المرحين» (Merry Pranksters)، الذين يسافرون الولايات المتحدة في حافلة مدرسية ذات الألوان الزاهية تدعى «فُرْذُر» (يكتب بأسلوب Furthur ومعناه بالعربية: أبعد أماما)، كما لو كانت خبرة مباشرة. اشتهر كيسي والمخادعون لاستخدامهم لثنائي إيثيل أميد حمض الليسرجيك ومخدرات منشطة نفسيا أخرى رغبةً في الوصول إلى تجربة الذاتية المشتركة. ويروي الكتاب قصة اختبارات الحمض (حفل يتناول فيها مشروب كولايد حل فيه الحمض لتحقيق «رحلة» جماعية)، ولقاءات المجموعة مع شخصيات بارزة في ذلك الزمن، ممن فيهم كُتاب مشهورين وعصابة الدراجات النارية ملائكة الجحيم وفرقة ذا جريتفل ديد، ويصف كذلك عزلة كيسي إلى المكسيك واعتقالاته المتعددة.

## وصلات خارجية
- اختبار حمض الكولايد الكهربائي على موقع الموسوعة البريطانية (الإنجليزية)

- الموقع الرسمي (بالإنجليزية)